# Sugimura Jihei
Sugimura Jihei (杉村 治平?) fue un artista japonés de ukiyo-e que estuvo activo artísticamente aproximadamente entre 1681 y 1703, durante el período Edo de la historia de Japón. 

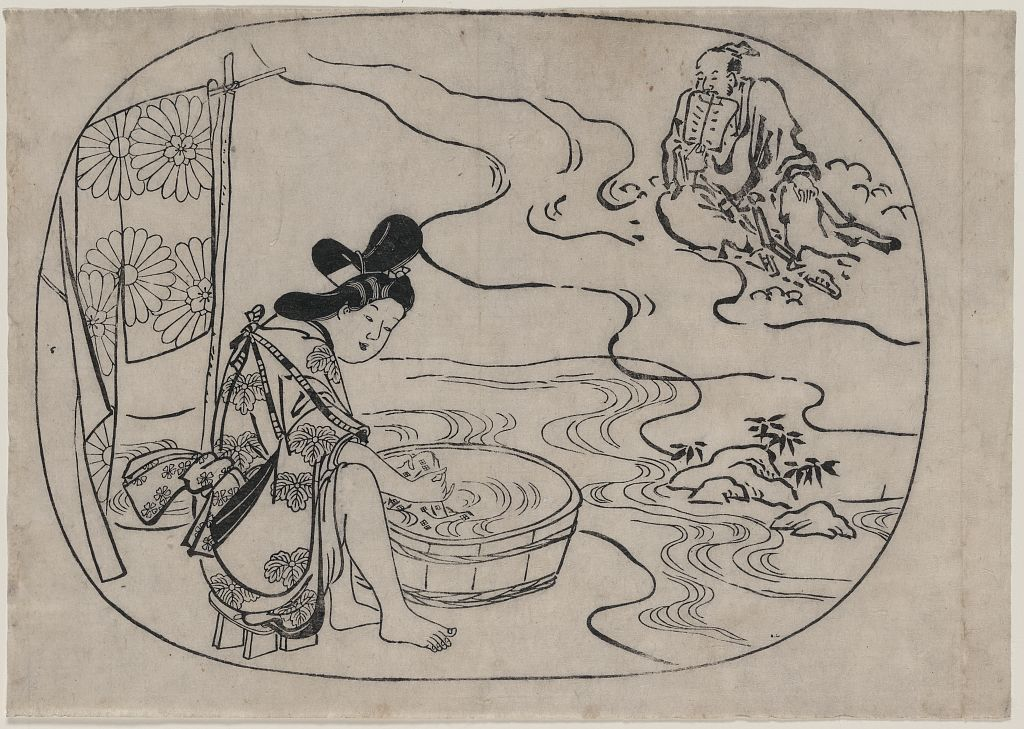
«El sabio taoísta Kume» (Kume no sennin), estampa ukiyo-e de finales del atribuido a Sugimura Jihei.

Seguidor de Hishikawa Moronobu, Sugimura ilustró por lo menos 70 libros y creó varias estampas de gran tamaño, junto con muchas otras de distintos formatos y medidas.
A juzgar por las obras que prevalecen, tal parece que Sugimura se especializó en el shunga, o dibujos eróticos, además de que prefería utilizar su nombre artístico sobre su propio nombre, contrario a la costumbre de la mayoría de los artistas de ukiyo-e.